# Ettore Gallo
Ettore Gallo (Napoli, 3 gennaio 1914 – Roma, 29 giugno 2001) è stato un partigiano e giurista italiano, membro della Corte costituzionale e presidente della stessa dal 4 febbraio al 14 luglio 1991.

## Biografia

### Origini e formazione
Nacque a Napoli da genitori di origini calabresi. Rimasto orfano di entrambi (la madre Leonilda Migliaccio era morta di tifo quando Ettore aveva 18 mesi; il padre Alberto, avvocato, era morto durante la Prima guerra mondiale combattendo sul Pasubio), all'età di tre anni si trasferì in Veneto, a Villafranca di Verona, in casa dello zio. Lì compì gli studi primari per poi accedere alla Scuola Militare Nunziatella. Conseguita la maturità classica al liceo Umberto I di Napoli, si iscrisse a Giurisprudenza laureandosi nel 1936 presso l'Università di Modena. Nel 1938 vinse il concorso in Magistratura, si sposò e fu nominato Vicepretore di Bettola. Sempre nel 1938 si iscrisse a Scienze politiche all'Università Cesare Alfieri di Firenze dove si laureò nel 1940, con 110 e lode. Nello stesso anno sostenne l'esame per il grado di pretore aggiunto per poi reggere la pretura di Lonigo.

### Resistenza e politica
Gallo aveva fatto parte delle MVSN, ma nelle lezioni da lui tenute all'Alfieri di Firenze aveva espresso posizioni non ortodosse sul corporativismo, suscitando l’entusiasmo di molti studenti ed attirando l’attenzione di politici come Piero Calamandrei, Guido Calogero e Tristano Codignola con i quali ebbe colloqui che fecero maturare in lui un orientamento ad essi analogo. Fu grazie a loro che entrò nella Resistenza vicentina costituendo il CLN del mandamento di Lonigo e poi facendo parte del gruppo dirigente provinciale rappresentandovi il Partito d’Azione.
Alla data dell'8 settembre del 1943, dopo essere stato chiamato alle armi, Gallo era ufficiale carrista dell'allora Regio esercito. Decise, quindi, che la scelta giusta era di combattere contro i nazisti e i fascisti per la pace e la democrazia e non esitò a svestirsi della divisa per scegliere le file dei partigiani, in Veneto; aderì appunto al Partito d'Azione e, con il nome di battaglia "Maestro", divenne presto uno dei comandanti di divisioni partigiane più apprezzati e combattivi.
Catturato dalla banda nazifascista del maggiore Mario Carità fu imprigionato al palazzo Giusti di Padova. Rimase per due mesi nelle loro mani. Interrogato e ferocemente torturato, tacque e fu condannato a morte. Venne poi liberato il 28 aprile 1945 a seguito dell’insurrezione di quella città.
Dopo lo scioglimento del Partito d’Azione aderì al PSI in cui ebbe il ruolo, unitamente a Giuliano Vassalli, di istituire nelle Federazioni provinciali di quel partito le “Commissioni di Giustizia”. Al mondo partigiano Gallo è sempre rimasto legato, presiedendo per quarant’anni l’ANPI vicentina, facendo parte degli organi nazionali della stessa e collaborando al periodico dell’ANPI nazionale “Patria indipendente” con corposi articoli riguardanti la riforma dei codici penali e del sistema carcerario. Inoltre è stato segretario provinciale del PSI e poi del PSU (al tempo dell’unificazione tra PSI e PSDI). Abitando a Vicenza, provincia governata dalla DC, non ebbe mai la possibilità di essere eletto parlamentare. È invece di notevole importanza il ruolo da lui svolto negli organi assembleari del Comune e della Provincia di Vicenza anche nella ricostruzione morale della città dopo la guerra civile.

### Professione e carriera accademica

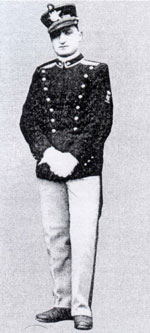
Gallo allievo della Scuola militare Nunziatella

Finita la guerra, lasciò la magistratura e aprì uno studio di avvocato a Vicenza. Avvocato di grande fama, di lui ricordiamo i processi in difesa dei partigiani e altri di grande rilievo nazionale come quelli di Milano sugli attentati commessi dai nazionalisti altoatesini e quello a difesa della popolazione colpita dalla frana che cadendo sulla diga del Vajont determinò un’alluvione che distrusse interi paesi. Altrettanto rilevante la difesa di Renzi e Aristarco, accusati di vilipendio alle Forze armate, nel processo cosiddetto dell’”Armata s’agapò”. In quegli stessi anni diverse sue arringhe determinarono il mutamento di precedenti orientamenti della Corte costituzionale.
Nel 1967 iniziò il quinquennio di Libera docenza in diritto penale nella Facoltà di Giurisprudenza di Padova, successivamente riconfermato. Nel 1970 diventò titolare della cattedra di Istituzioni di Diritto Penale nell’Università di Ferrara, nel 1978 in quella di Firenze e infine nel 1981 all’Università La Sapienza di Roma. Durante la sua carriera universitaria continuò la professione forense. È stato autore di numerose pubblicazioni scientifiche. Inoltre, per lungo tempo, è stato Vicepresidente dell’Accademia Olimpica di Vicenza, la maggiore istituzione culturale della città.

### Consiglio Superiore della Magistratura e Corte costituzionale
Dal 1976 al 1981 è stato membro del Consiglio superiore della magistratura, dove dapprima diresse l'Ufficio studi e poi divenne Presidente della Prima Commissione Referente. Il 30 giugno 1982 (su proposta del Partito Socialista Italiano) Gallo è stato eletto Giudice costituzionale dal Parlamento, con ben 720 voti alla prima votazione.
Il 30 gennaio 1991 è stato eletto Presidente della Corte costituzionale, esercitando tale ruolo dal 4 febbraio al 14 luglio 1991. Nella Corte è stato relatore di centinaia di sentenze, principalmente su questioni di diritto penale e processuale, ma anche di diritto internazionale, regionale, amministrativo, tributario, del lavoro e della previdenza sociale, di diritto penale militare e penitenziario, nonché in conflitti di poteri dello Stato, fra Stato e Regioni, e nel giudizio di ammissibilità dei referendum sui procedimenti di accusa. Scrive il professore Francesco Paolo Casavola: “Le sue relazioni in camera di consiglio erano da un canto vere e proprie lezioni professionali e dall’altro una ricostruzione minuta e viva dei fatti di causa, come sanno bene gli avvocati di consumata esperienza”.

### Gli ultimi anni
Sino alla morte scrisse ed agì nella convinzione che l’Italia dovesse restare rigorosamente fedele agli ideali antifascisti e fu uno dei più strenui difensori del valore della Costituzione italiana in contrasto con l’allora Presidente del Consiglio Bettino Craxi  e col Capo dello Stato Francesco Cossiga (sostenitori del presidenzialismo) che chiesero le sue dimissioni da Presidente della Corte per gli effetti dirompenti sulla stampa e sull’opinione pubblica del discorso tenuto al congresso Nazionale dell’Anpi svolto a Bologna nel giugno 1991 dove si espresse contro il presidenzialismo.
Durante l'elezione del Presidente della Repubblica Italiana del 1992, ricevette numerosi voti e fu il più votato nel tredicesimo scrutinio (Scalfaro fu eletto al sedicesimo).
Negli anni Novanta ha presieduto la Commissione ministeriale per la riforma dell’Ordinamento giudiziario, la Commissione governativa d’inchiesta sui presenti crimini commessi dai soldati italiani in Somalia (1997), il Consiglio consultivo degli utenti nell’Ufficio del Garante per l’editoria, il Comitato etico dell’Autorità garante per le comunicazioni (1999).
È morto a Roma il 29 giugno 2001, all'età di 87 anni. La salma è tumulata al Famedio di Vicenza.

## Casa Gallo
Nei primi anni sessanta, quando esercitava l'avvocatura a Vicenza, acquistò Palazzo Brusarosco per destinarlo a propria abitazione e studio professionale. I restauri e gli interventi architettonici furono affidati a Carlo Scarpa, che ricavò dal sottotetto l'appartamento privato, impreziosito da una raccolta scelta di oggetti artistici e decorazioni. Il palazzo Brusarosco, poi acquistato da Demetrio Zaccaria per essere donato al Comune di Vicenza, ospita la Biblioteca internazionale La Vigna, la quale organizza nella casa Gallo esposizioni temporanee.

## Onorificenze
Cavaliere di Gran Croce di Merito del Sacro Militare Ordine Costantiniano di San Giorgio

## Riconoscimenti
L'Istituto Storico della Resistenza e dell'Età Contemporanea della Provincia di Vicenza è a lui intitolato e ha inoltre istituito il premio "Ettore Gallo" che viene assegnato alternativamente a opere di storia contemporanea e di diritto.
Nel 2013 viene a lui intitolata la via che porta al nuovo tribunale di Vicenza.

## Opere
Ettore Gallo è autore di 103 pubblicazioni tra libri e saggi, tra cui:
- Riflessioni sui reati di pericolo, Cedam, Padova 1970.
- Il falso processuale, Cedam, Padova 1973.
- Relazione di sintesi, in “La Resistenza nel Vicentino”, convegno organizzato dall’Istituto per storia della Resistenza nelle Tre Venezie, Vicenza 1976.
- Sciopero e repressione penale, il Mulino, Bologna 1981.
- Delitti contro l’ordine costituzionale, Patron, Bologna 1984, con Enzo Musco.
- Le linee generali della Costituzione italiana. 1: I diritti costituzionali di libertà, a cura della rivista “Patria Indipendente”, Arti Grafiche Jasillo, Roma 1993.
- La Costituzione italiana. Istruzioni per l'uso, a cura di don Giuseppe Dossetti, Ettore Gallo, Alessandro Pizzorusso e Gugliemo Simoneschi, Roma, il manifesto, 1995.